# Castellino Tanaro
Castellino Tanaro ist eine Gemeinde in der italienischen Provinz Cuneo (CN), Region Piemont. 

## Lage und Einwohner
Castellino Tanaro liegt knapp 50 km östlich von der Provinzhauptstadt Cuneo entfernt in der Weinregion Langhe. Das Gemeindegebiet umfasst eine Fläche von 11,52 km² und hat 269 Einwohner (Stand 31. Dezember 2023).  Zur Gemeinde zählen auch die Dörfer und Weiler Alborgno, Argiolo, Bassi, Beguda, Besosto, Bonini, California, Cappe, Chiecchi, Codovilla, Confort, Coste, Cristina, Fenogli, Francolini, Galli, Gaviorna, Ghinghetta, Ghislera, Ginestre, Grandis, Langhetta, Maccaferro, Madonna Della Neve, Monaca, Montà, Monte, Montairone, Occhetti, Pezzole, Pianfino, Piani, Piantorre, Santa Lucia, Serra, Stralla, Valle, Valsorda und Viorno.
Castellino verfügte seit 1874 über einen eigenen Bahnhof an der Bahnstrecke Bra-Ceva in Piantorre. Aufgrund der Schäden durch das Hochwasser von 1994 wurde die Bahnstrecke geschlossen. 
Die Nachbargemeinden sind Ceva, Igliano, Lesegno, Marsaglia, Niella Tanaro, Roascio und Rocca Cigliè.

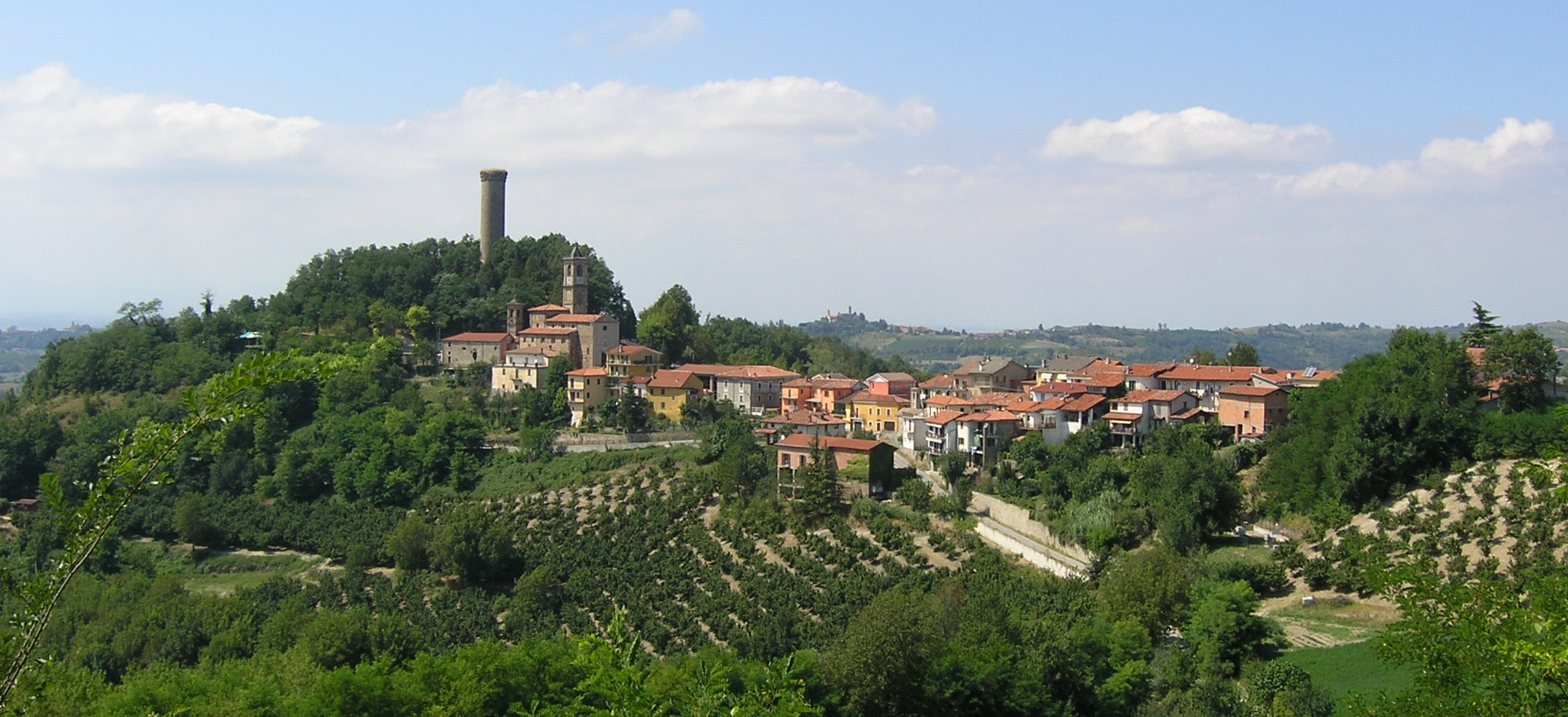
Panorama von Castellino Tanaro

## Geschichte

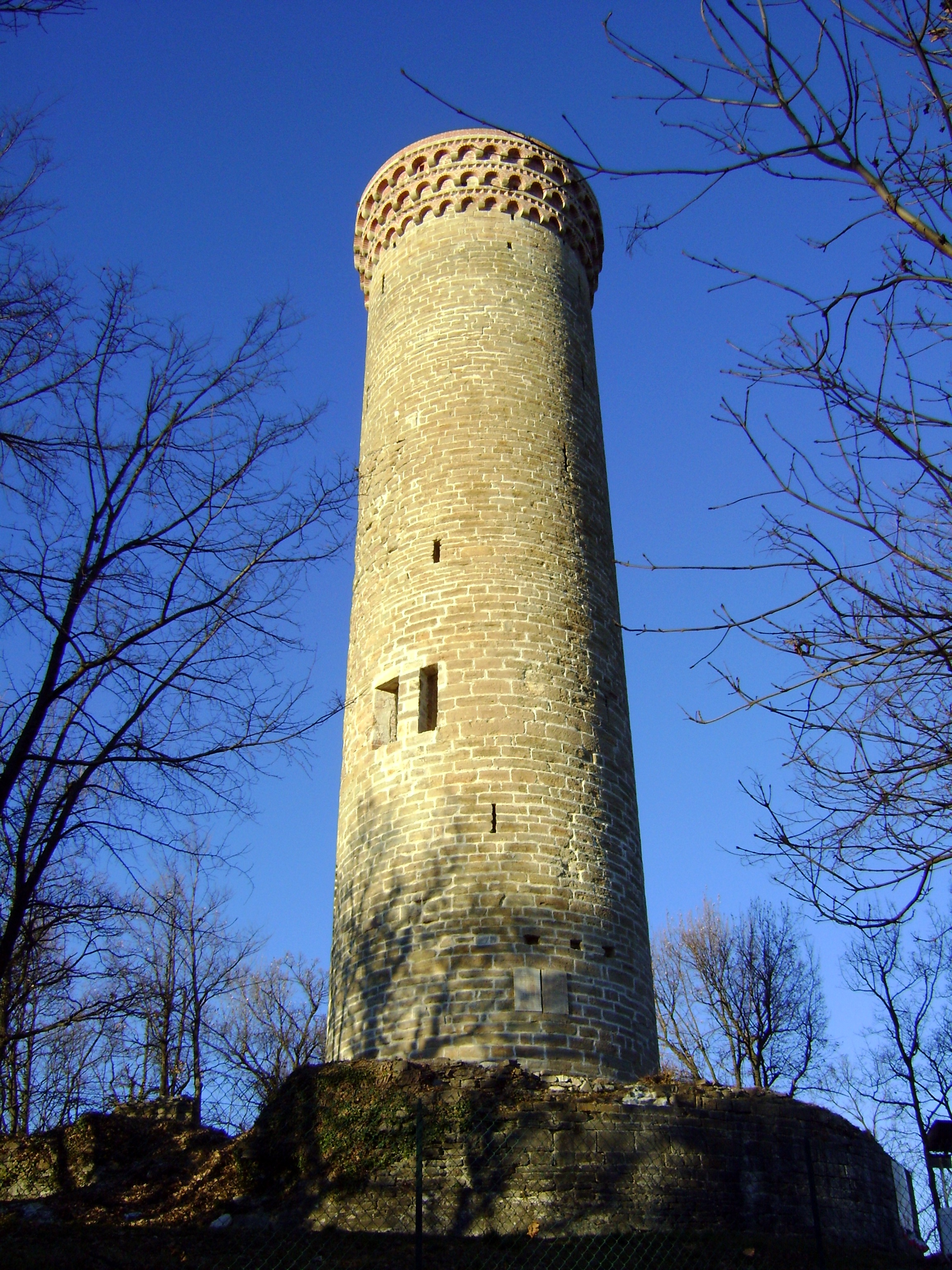
Der alte Turm von Castellino Tanaro

Der Ortsname, der die Verkleinerungsform von „Burg“ darstellt, erscheint in einer Urkunde aus der Mitte des 12. Jahrhunderts als „Castellinus“. Anschließend wird es in dieser Form weiterhin ohne nennenswerte Abweichungen bezeugt. Die Angabe, die zur Unterscheidung des Ortes von Castellino del Biferno in der Molise-Provinz Campobasso dient, bezieht sich eindeutig auf den nahegelegenen Fluss, dessen Name im Mittelalter zwischen „Tanarus“, „Tannarus“, „Tanerus“ schwankte. „Tanagrus“, „Thaner“ und „Tanager“. Wie bei den Namen anderer Wasserstraßen in Norditalien ist es wahrscheinlich, dass sich hier eine vorlateinische Stimme widerspiegelt, die einige Gelehrte als „tnaros“ rekonstruieren, aus der indogermanischen Wurzel „ten“, „erklingen, donnern“.  
Die Ursprünge des Dorfes als römische Kolonie scheinen sehr alt zu sein. Es unterstand seit jeher der politisch-administrativen Gerichtsbarkeit des Marquisats von Ceva. Im 13. Jahrhundert wurde in Castellino Tanaro eine Burg errichtet, die Teil des Verteidigungssystems des Markgrafentums von Ceva war. Bis 1573 gehörte die Burg den Herren von Ceva. Nach mehreren Übergängen fiel es 1665 wieder an die Markgrafen Pallavicino von Ceva. Heute ist von der Burg nur noch der Hauptturm übrig. Er ist aber einer der am besten erhaltenen in der Gegend. Der Turm hat eine zylindrische Form mit einem Außendurchmesser von etwa 10 m und ist fast 52 m hoch. Er wurde aus lokalem Spaltstein gebaut und in regelmäßigen Schichten angeordnet. Heute weist es zahlreiche und deutlich sichtbare vertikale Risse auf.
Der Turm endet mit einer eleganten Krönung, die aus drei übereinander ragenden Rahmen hängender Bögen besteht. Er wurde wahrscheinlich durch eine Wehrmauer abgeschlossen, von der keine Spur mehr vorhanden ist.
Zu den Elementen von größerem historisch-architektonischen Wert gehört die Pfarrkirche der Jungfrau Maria Mariä Himmelfahrt mit einem wertvollen Bild der Heiligen und Fresken aus dem 16. Jahrhundert. Bemerkenswert sind auch die Kapelle San Martino, die mit Fresken aus dem 16. Jahrhundert geschmückt ist und die Kapelle San Cristoforo und die Kapelle San Rocco, in deren Inneren sich Fresken im gotischen Stil aus dem 16. Jahrhundert befinden.

## Partnergemeinde
- Falicon, seit 2004

## Weinbau
In der Umgebung von Castellino Tanaro wird in beschränktem Umfang Weinbau betrieben. Die Beeren der Rebsorten Spätburgunder und/oder Chardonnay dürfen zum Schaumwein Alta Langa verarbeitet werden.